# کازوهیکو یاماگوچی
کازوهیکو یاماگوچی (انگلیسی: Kazuhiko Yamaguchi؛ زادهٔ ۵ فوریهٔ ۱۹۳۷) کارگردان فیلم، و فیلم‌نامه‌نویس اهل ژاپن است.